# Stanley T. Crooke
Stanley T. Crooke (* 28. März 1945) ist ein Pharmakologe und Unternehmer (Ionis Pharmaceuticals in Carlsbad, Kalifornien).
Crooke ist vor allem für die Entwicklung von Antisense-Oligonukleotiden bekannt. Zu den von Ionis entwickelten Präparaten aus dieser Wirkstoffklasse mit (zum Teil nur vorübergehender) Zulassung gehören Mipomersen (Handelsname Kynamro) zur Therapie der homozygoten familiären Hypercholesterinämie, Fomivirsen (Vitravene) zur Behandlung von Infektionen mit dem Cytomegalievirus (CMV) bei Immundefizienz, Nusinersen (Spinraza) zur Behandlung der Spinalen Muskelatrophie, Inotersen (Tegsedi) zur Therapie der Polyneuropathie bei hATTR und Volanesorsen (Waylivra) zur Behandlung der Familiären Chylomikronämie (FCS).
Crooke stammt aus Indianapolis und wuchs in schwierigen Familienverhältnissen auf. Er absolvierte sein Studium am Baylor College of Medicine, wo er sowohl bei Harris Busch einen Ph.D. und einen M.D. erwarb, als auch als Assistenzarzt arbeitete. Nach Stationen bei Bristol Laboratories (heute Bristol-Myers Squibb), wo er half, die Onkologie-Sparte aufzubauen, und als Leiter der Abteilung Forschung und Entwicklung bei SmithKline (heute GlaxoSmithKline), gründete Crooke gemeinsam mit C. Frank Bennett 1989 das Pharmaunternehmen ISIS (später umbenannt zu Ionis), um dort Antisense-Oligonukleotide zu entwickeln, zunächst ohne großen Erfolg. Erst 2008 erhielt mit Mipomersen das erste Präparat eine Zulassung der Food and Drug Administration (FDA).
Crooke wurde – gemeinsam mit Ryszard Kole – der Massry-Preis 2019 zugesprochen. Im Juni 2024 hatte Crooke in der Datenbank Scopus 483 Veröffentlichungen gelistet und sein h-Index lag bei 83.
Stanley Crooke ist mit Rosanne Crooke verheiratet, die ebenfalls Pharmakologin bei Ionis ist.